# Distritos de Luxemburgo

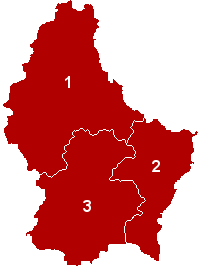
Distritos de Luxemburgo

Os distritos do Luxemburgo são divisões administrativas de Luxemburgo. Luxemburgo está dividido em três distritos, que por sua vez estão subdivididos em 12 cantões e estes em 118 comunas.
Os distritos e seus respectivos cantões são:
| nº | distrito     | capital      | área (km²) | população (01/01/2005) | densidade (hab./km²) | cantões                                        |
| -- | ------------ | ------------ | ---------- | ---------------------- | -------------------- | ---------------------------------------------- |
| 1  | Diekirch     | Diekirch     | 1.157,24   | 70.826                 | 61,20                | Clervaux, Diekirch, Redange, Vianden, Wiltz    |
| 2  | Grevenmacher | Grevenmacher | 524,78     | 54.752                 | 104,33               | Echternach, Grevenmacher, Remich               |
| 3  | Luxemburgo   | Luxemburgo   | 904,34     | 329.422                | 364,27               | Capellen, Esch-sur-Alzette, Luxemburgo, Mersch |
|    | totais       |              | 2.586,36   | 455.000                | 175,92               |                                                |

Em 1857, o distrito de Mersch foi criado a partir dos cantões de Mersch e Redange, entretanto, este quarto distrito foi abolido em 1867, quando a reorganização de 1857 foi desfeita.